# Підвіконня
- 1 підвіконня
- 2 надпоріжник

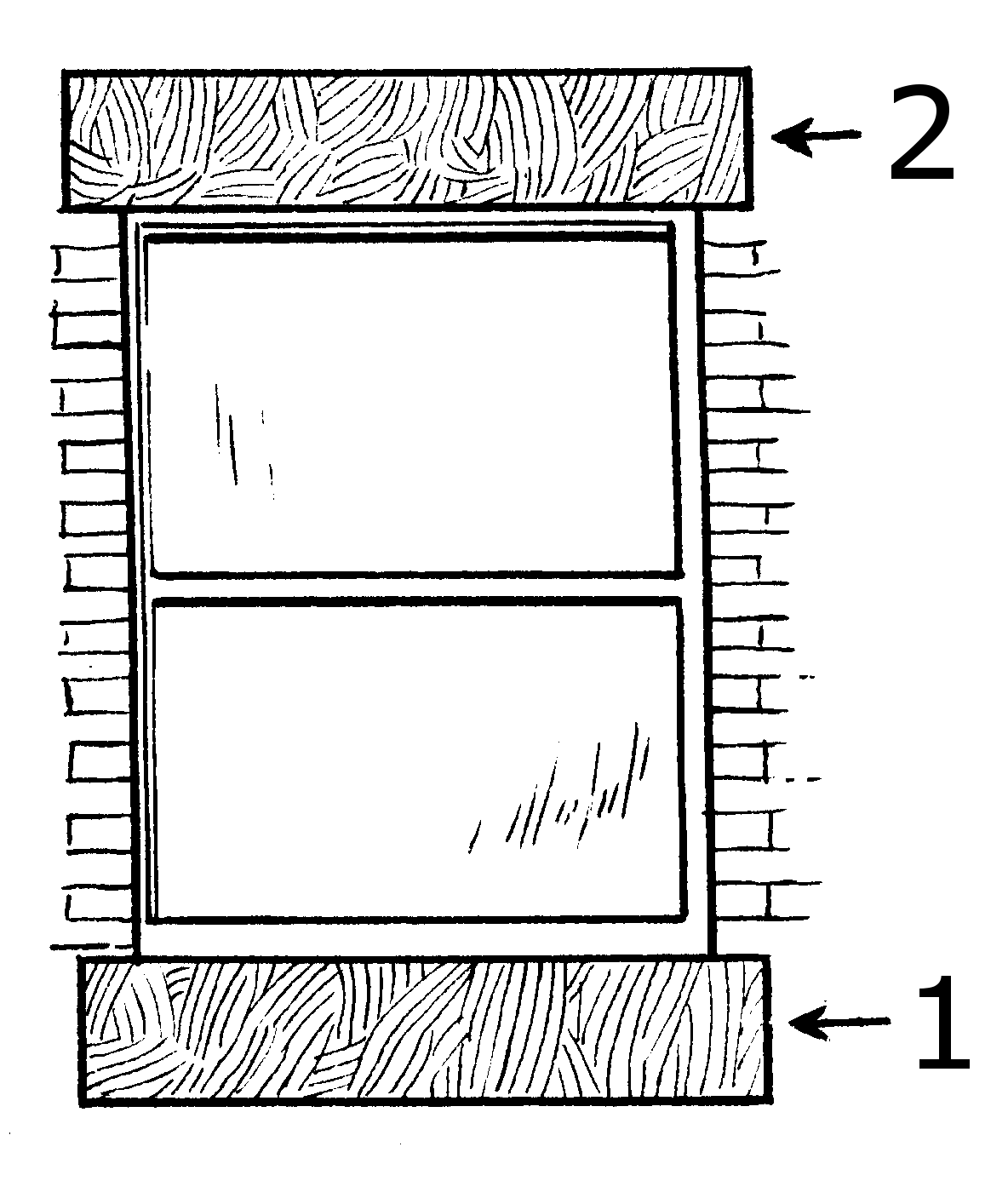

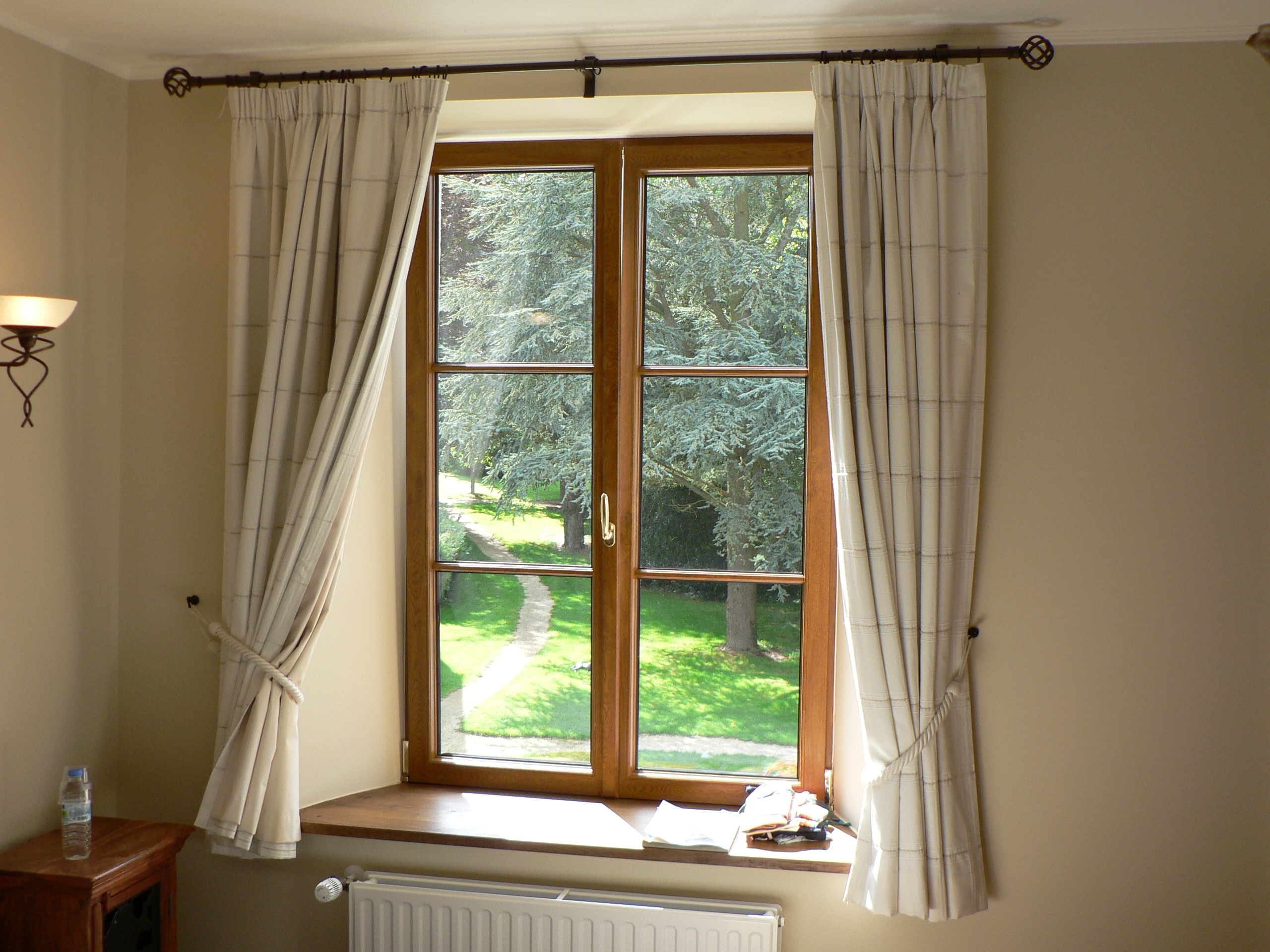
Книжки на внутрішньому підвіконні

Підвіконня — конструктивний елемент вікна, горизонтальна внутрішня частина, яка укладається на одному рівні з нижньою частиною рами чи безпосередньо під нею (упритул до рами). Підвіконня слугує для того щоб складати на ньому речі,та  підтримкою для вікна,

## Функції підвіконня
Підвіконня вважається частиною віконної рами і разом з нею входить до загального каркасу будівлі.
Завдяки наявності підвіконня збільшується товщина теплого повітряного прошарку біля вікна та прилеглої до підвіконня ділянки стіни.[прояснити]
Підвіконня захищає частину стіни під собою від проникнення дощової вологи при її попаданні у відчинене вікно; поверхня зовнішніх підвіконь злегка нахилена униз, щоб полегшити стікання води. Слугує декоративним цілям, організуючи зоровий перехід від внутрішнього простору приміщення до вікна, закриває зверху віконну нішу, де зазвичай встановлюють батарею. Часто воно є підставкою для горщиків із домашніми квітами.
Підвіконня спрощує процес обслуговування вікон (наприклад, у випадку необхідності вимити скло чи повісити штори тощо).
З розвитком технологій у будівництві і дизайні підвіконня набуває додаткових функцій. Широке підвіконня зорово збільшує кімнату та її корисну площу, його використовують як місце для сидіння, стелаж для книг, місце для зберігання речей, як стільницю на кухні.

## Види підвіконь
Підвіконня виконують з різних непористих матеріалів:
| Види підвіконь     | Види підвіконь                                                           | Види підвіконь                                                                                  |
| Мономатеріальні    | Композитні                                                               | Композитні                                                                                      |
| Мономатеріальні    | Дошка                                                                    | Плівка                                                                                          |
| ------------------ | ------------------------------------------------------------------------ | ----------------------------------------------------------------------------------------------- |
| Дерев'яні          | Полівінілхлорид                                                          | Полівінілхлорид                                                                                 |
| Мармурові          | Деревинностружкова плита / Деревинноволокниста плита середньої щільності | Шпон                                                                                            |
| Гранітні           | Деревинно-полімерний композит                                            | Паперово-шаровий пластик: - Ламінат високого тиску - Ламінат безперервного тиску - EPL-покриття |
| зі штучного каменю | Деревинно-полімерний композит                                            | Паперово-шаровий пластик: - Ламінат високого тиску - Ламінат безперервного тиску - EPL-покриття |
| ПВХ підвокіння     | Полівінілхлорид                                                          | Види плівок. По стираності 1. ПВХ плівка (папір, лак) 2. Акрилове покриття                      |